# Papanduva
Papanduva est une ville brésilienne du nord de l'État de Santa Catarina.

## Géographie
Papanduva se situe par une latitude de 26° 22′ 13″ sud et par une longitude de 50° 08′ 40″ ouest, à une altitude de 788 mètres.
Sa population était de 17 931 habitants au recensement de 2010. La municipalité s'étend sur 760 km2.
Elle fait partie de la microrégion de Canoinhas, dans la mésorégion Nord de Santa Catarina.

## Histoire
L'histoire de Papanduva commence dès la moitié du XVIIIe siècle, quand les tropeiros du Rio Grande do Sul, voyageant sur le fameux « Chemin des troupeaux » (Caminho das Tropas en portugais), emmenant leurs animaux jusqu'aux foires de São Paulo à travers la région. La localité leur servait de point de repos. Une des raisons de leur choix était l'existence dans la région d'un type particulier de pâturage, appelé papuã en portugais, et qu'ils nommaient papanduva, ce qui valut son nom à la municipalité.
Autour de 1828, les premiers habitants, venus du Paraná, s'établirent dans la municipalité et se consacrèrent à l'élevage et à l'agriculture, ainsi qu'à la collecte du yerba maté.
La colonisation proprement dite commence autour de 1880, avec l'arrivée d'immigrants ukrainiens et polonais.
Papanduva souffrit également des conséquences de la question de Palmas et de la guerre du Contestado.
En 1917, la ville devient district de Canoinhas avant d'être élevée au rang de municipalité par une loi du 30 décembre 1953, avec effet au 11 avril 1954.

## Administration
La municipalité est constituée de deux districts :
- Papanduva (siège du pouvoir municipal)
- Nova Cultura

## Villes voisines
Papanduva est voisine des municipalités (municípios) suivantes :
- Monte Castelo
- Major Vieira
- Três Barras
- Mafra
- Itaiópolis
- Santa Terezinha
- Rio do Campo